# ブライアン・シュリッター
ブライアン・パトリック・シュリッター（Brian Patrick Schlitter, 1985年12月21日 - ）は、アメリカ合衆国イリノイ州クック郡オークパーク出身のプロ野球選手（投手）。右投右打。北米独立リーグ・アメリカン・アソシエーションのシカゴ・ドッグス所属。

## 経歴

### プロ入り前
2005年のMLBドラフト34巡目（全体1033位）でロサンゼルス・エンゼルス・オブ・アナハイムから指名されたが、チャールストン大学へ編入した。

### プロ入りとフィリーズ傘下時代
2007年のMLBドラフト16巡目（全体503位）でフィラデルフィア・フィリーズから指名され、6月9日に契約。この年は傘下のA-級ウィリアムズポート・クロスカッターズで1試合に登板後、A級レイクウッド・ブルークロウズへ昇格。16試合に登板して0勝1敗3セーブ、防御率3.80、21奪三振を記録した。
2008年はA+級クリアウォーター・スレッシャーズでプレーし、34試合に登板して4勝3敗6セーブ、防御率2.22、58奪三振を記録した。

### カブス時代
2008年8月7日にスコット・エアーとのトレードで、シカゴ・カブスへ移籍。傘下のA+級デイトナ・カブスでプレーし、7試合に登板して0勝1敗3セーブ、防御率2.16、9奪三振を記録した。
2009年はAA級テネシー・スモーキーズでプレーし、59試合に登板して1勝7敗22セーブ、防御率4.38、51奪三振を記録した。
2010年はAAA級アイオワ・カブスで開幕を迎え、6月26日にカブスとメジャー契約を結んでアクティブ・ロースター入りした。7月7日に右肩の故障で離脱し、23日に復帰。8月3日にAAA級アイオワへ降格した。この年メジャーでは7試合に登板して0勝1敗、防御率12.38、7奪三振を記録した。
2011年1月6日にウェイバー公示を経てニューヨーク・ヤンキースへ移籍。2月14日にDFAとなり、翌15日にウェイバー公示を経てフィリーズへ移籍。3月30日に右前腕の故障で15日間の故障者リスト入りした。4月18日にMLB機構が右腕の故障を理由として、カブスへ復帰させた。5月24日に60日間の故障者リストへ異動し、シーズンを全休した。9月29日にDFAとなり、10月4日にAAA級アイオワへ降格した。
2012年はA+級デイトナとAA級テネシーでプレー。AA級テネシーでは29試合に登板し、3勝4敗6セーブ、防御率3.00、44奪三振を記録した。
2013年はまずAA級テネシーでプレーし、16試合に登板して0勝2敗2セーブ、防御率0.83、13奪三振を記録した。5月にAAA級アイオワへ昇格。38試合に登板して1勝4敗20セーブ、防御率3.24、45奪三振を記録した。
2014年3月30日にカブスとメジャー契約を結び、開幕ロースター入りした。この年は4年ぶりにメジャーに復帰し、メジャー初勝利も挙げた。61試合に登板して2勝3敗、防御率4.15、31奪三振を記録した。
2015年は10試合に登板したが、1勝2敗、防御率7.36と振るわず、8月27日にフェルナンド・ロドニーの加入に伴い、DFAとなった。AAA級アイオワでは45試合の登板で、2勝3敗、防御率1.61、奪三振を記録した。

### ロッキーズ傘下時代
2015年11月24日にコロラド・ロッキーズとマイナー契約を結んだ。
2016年は傘下のAAA級アルバカーキ・アイソトープスでプレーし、36試合に登板して1勝2敗8セーブ、防御率3.64、43奪三振を記録した。オフの10月31日に放出された。

### 西武時代
2016年11月10日に埼玉西武ライオンズと契約したことを発表、背番号は「47」。
2017年は主に牧田和久と共に抑えの増田達至へつなぐ重要な中継ぎ役として32ホールドを挙げ、シーズン中、63回2/3を投げ、被本塁打は1本のみという結果を残し、チームをクライマックスシリーズ進出に導いたが、レギュラーシーズン終盤と同シリーズ第1ステージの東北楽天ゴールデンイーグルス戦では勝負所での不安定感が露わとなった。オフの11月1日に、球団から翌年の契約を結ばないことが発表された。

### ドジャース傘下時代
2018年2月18日にスプリングトレーニングに招待される形で、ロサンゼルス・ドジャースとマイナー契約を結んだ。傘下のAAA級オクラホマシティ・ドジャースでプレーし、58試合に登板して7勝2敗21セーブ、防御率3.36、46奪三振を記録した。オフの11月2日にFAとなった。

### アスレチックス時代
2018年11月16日にオークランド・アスレチックスとマイナー契約を結んだ。
2019年は開幕を傘下のAAA級ラスベガス・アビエイターズで迎えた。6月23日にメジャー契約を結んでアクティブ・ロースター入りした。7月29日にDFAとなり、31日にマイナー契約でAAA級ラスベガスへ配属された。9月30日にFAとなったが、オフの11月7日に再びアスレチックスとマイナー契約を結び、2020年のスプリングトレーニングに招待選手として参加することになった。

### マリナーズ傘下時代
2021年5月26日にシアトル・マリナーズとマイナー契約を結んだ。シーズンオフの11月7日にFAとなった。

### メキシカンリーグ時代
2022年5月4日にメキシカンリーグのオアハカ・ウォーリアーズと契約した。13試合に登板して、3勝2敗、防御率8.49の成績を残したが、6月7日に自由契約となった。

### 独立リーグ時代
2022年6月15日にアメリカン・アソシエーションのシカゴ・ドッグスと契約を結んだ。

## 投球スタイル
主にリリーバーとして起用され、オーバースローから、最速96.9 mph（約156 km/h）・平均93 mph（約150km/h）の2種類の速球（主にツーシーム、フォーシーム）を中心に、平均84 mph（約135km/h）の縦のスライダー、稀に87 mph（約140 km/h）前後のチェンジアップも使用する。2014年以降のゴロ割合が60%程度と高く、ツーシームでゴロを量産するグラウンドボールピッチャー。

## 詳細情報

### 年度別投手成績
| 年 度    | 球 団    | 登 板 | 先 発 | 完 投 | 完 封 | 無 四 球 | 勝 利 | 敗 戦 | セ 丨 ブ | ホ 丨 ル ド | 勝 率 | 打 者 | 投 球 回 | 被 安 打 | 被 本 塁 打 | 与 四 球 | 敬 遠 | 与 死 球 | 奪 三 振 | 暴 投 | ボ 丨 ク | 失 点 | 自 責 点 | 防 御 率 | W H I P |
| -------- | -------- | ----- | ----- | ----- | ----- | -------- | ----- | ----- | -------- | ----------- | ----- | ----- | -------- | -------- | ----------- | -------- | ----- | -------- | -------- | ----- | -------- | ----- | -------- | -------- | ------- |
| 2010     | CHC      | 7     | 0     | 0     | 0     | 0        | 0     | 1     | 0        | 0           | .000  | 48    | 8.0      | 18       | 2           | 5        | 1     | 1        | 7        | 0     | 0        | 11    | 11       | 12.38    | 2.88    |
| 2014     | CHC      | 61    | 0     | 0     | 0     | 0        | 2     | 3     | 0        | 12          | .400  | 242   | 56.1     | 58       | 2           | 19       | 4     | 2        | 31       | 0     | 0        | 29    | 26       | 4.15     | 1.37    |
| 2015     | CHC      | 10    | 0     | 0     | 0     | 0        | 1     | 2     | 0        | 0           | .333  | 35    | 7.1      | 6        | 2           | 2        | 0     | 0        | 4        | 0     | 0        | 6     | 6        | 7.36     | 1.91    |
| 2017     | 西武     | 64    | 0     | 0     | 0     | 0        | 1     | 5     | 0        | 32          | .167  | 269   | 63.2     | 58       | 1           | 29       | 1     | 0        | 23       | 1     | 1        | 22    | 20       | 2.83     | 1.37    |
| 2019     | OAK      | 6     | 0     | 0     | 0     | 0        | 0     | 0     | 0        | 0           | ----  | 41    | 9.2      | 12       | 0           | 4        | 0     | 0        | 6        | 1     | 0        | 4     | 4        | 3.72     | 1.66    |
| MLB：4年 | MLB：4年 | 84    | 0     | 0     | 0     | 0        | 3     | 6     | 0        | 12          | .333  | 366   | 81.1     | 100      | 6           | 30       | 5     | 3        | 48       | 1     | 0        | 50    | 47       | 5.20     | 1.60    |
| NPB：1年 | NPB：1年 | 64    | 0     | 0     | 0     | 0        | 1     | 5     | 0        | 32          | .167  | 269   | 63.2     | 58       | 1           | 29       | 1     | 0        | 23       | 1     | 1        | 22    | 20       | 2.83     | 1.37    |

- 2021年度シーズン終了時

### 記録

#### NPB
- 初登板：2017年4月1日、対北海道日本ハムファイターズ2回戦（札幌ドーム）、8回裏に5番手として救援登板、1回無失点
- 初奪三振：同上、8回裏に中島卓也から空振り三振
- 初ホールド：2017年4月2日、対北海道日本ハムファイターズ3回戦（札幌ドーム）、8回裏に3番手として救援登板、1回無失点
- 初勝利：2017年8月13日、対千葉ロッテマリーンズ19回戦（ZOZOマリンスタジアム）、8回裏に4番手として救援登板、1回無失点

### 背番号
- 51（2010年）
- 63（2014年 - 2015年）
- 47（2017年）
- 54（2019年）
- 60（2022年）